# Aprostocetus brevistylus
Aprostocetus brevistylus är en stekelart som beskrevs av Masi 1940. Aprostocetus brevistylus ingår i släktet Aprostocetus och familjen finglanssteklar. Inga underarter finns listade i Catalogue of Life.